# Гладки, Стефания
Стефания Павловна Гладкая, или Стефания Гладки (фр. Stefania Gladki; род. 28 мая 2010, Москва, Россия), — французская фигуристка, выступающая в одиночном катании. Серебряный призёр чемпионата Франции (2024).

## Биография
Начала заниматься фигурным катанием в 2014 году. Тренируется в России, Франции и США под руководством российских наставников Светланы Пановой и Татьяны Моисеевой. Также её тренером является Седрик Тур. Над хореографической стороной катания работает с Верой Арутюнян, Илоной Протасеней, Марией Касумовой и Анной Новичкиной. Представляет клуб Nice Baie des Anges Association.
Ранее выступала на детско-юношеских соревнованиях в России. Занималась в московской спортивной школе «Снежные барсы». В 2023 году в России ей был подтверждён первый спортивный разряд.
В сезоне 2023/24 участвовала в двух этапах юниорского Гран-при от Франции. На турнире в Австрии стала четвёртой, а в Венгрии — шестой. В ноябре 2023 года завоевала серебряную медаль на международном юниорском турнире Bosphorus Cup. В следующем месяце заняла второе место чемпионата Франции среди взрослых. В борьбе за серебро 13-летняя Гладки опередила Лею Серна на менее чем два балла.

## Программы
| Сезон   | Короткая программа                          | Произвольная программа                            |
| ------- | ------------------------------------------- | ------------------------------------------------- |
| 2023/24 | - «Ondine» Морис Равель Бенджамин Гросвенор | - «Invierno Porteño» Астор Пьяццолла Гидон Кремер |

## Результаты
| Соревнования                | 23/24                       |
| Международные среди юниоров | Международные среди юниоров |
| --------------------------- | --------------------------- |
| Гран-при Венгрии            | 6                           |
| Гран-при Австрии            | 4                           |
| Bosphorus Cup               | 2                           |
| Национальные                |                             |
| Чемпионат Франции           | 2                           |
| Чемпионат Франции — юн.     | 1                           |